# Wir in NRW
Wir in NRW war ein Blog im Internet. Das Blog geriet monatelang immer wieder in den Fokus der Presse und Öffentlichkeit, weil hier Dokumente und Interna der CDU-Landesgeschäftsstelle veröffentlicht wurden, sowohl im Wahlkampf der Landtagswahl in Nordrhein-Westfalen 2010, als auch bei der Wahl des neuen Landesvorsitzenden der CDU NRW und Rüttgers-Nachfolgers. Die gezielte Beeinflussung der Wahl wurde hier unterstellt.
Der Name des Blogs „Wir in NRW“ geht zurück auf einen Wahlslogan der nordrhein-westfälischen SPD unter Johannes Rau. Auch eine Wahlkampfzeitung der SPD, die in den 1980er und 1990er Jahren an den Sonntagen vor den Wahlen in NRW in Millionenauflage in die Haushalte ausgetragen wurde, führte diesen Namen. Zeitweise wurde der Slogan später auch von der CDU NRW unter Jürgen Rüttgers verwendet.  
Für die exklusive Berichterstattung über fragwürdige Wahlkampfpraktiken von Jürgen Rüttgers, die bei Zeitungen und Sendern zunächst kein Thema waren, erhielt der Blog den Otto-Brenner-Preis 2010.
Im Mai 2012 wurden Vorwürfe bekannt, die Betreiber des Blogs seien nach der Landtagswahl 2010 durch die rot-grüne Landesregierung finanziell belohnt worden. Die für das Blogprojekt verantwortliche PR-Agentur Steinkuehler-com soll „als Dankeschön“ mehrere Regierungsaufträge erhalten haben.
Seit 2014 ist das Blog offline.